# J빌더
J빌더(JBuilder)는 엠바카데로 테크놀로지스의 자바 프로그래밍 언어를 위한 통합 개발 환경(IDE)이다. 원래 볼랜드가 개발하였고 그 뒤에 코드기어가, 마지막으로 엠바카데로 테크놀로지스가 2008년부터 개발 중이다.

## 버전
| 이름          | 연도 | 에디션                                                                     |
| ------------- | ---- | -------------------------------------------------------------------------- |
| J빌더 1       | 1997 | 클라이언트/서버, 프로페셔널,스탠더드                                       |
| J빌더 2       | 1998 | 클라이언트/서버, 프로페셔널,스탠더드                                       |
| J빌더 3       | 1999 |                                                                            |
| J빌더 4       | 2000 |                                                                            |
| J빌더 5       | 2001 |                                                                            |
| J빌더 6       | 2001 |                                                                            |
| J빌더 7       | 2002 | 엔터프라이즈, 스탠더드 (SE), 퍼스널; (코드 패치로 업데이트 3까지 업데이트) |
| J빌더 8       | 2002 | 엔터프라이즈, 스탠더드 (SE), 퍼스널; J빌더 8 업데이트                      |
| J빌더 9       | 2003 | 엔터프라이즈, 스탠더드 (SE), 퍼스널; (업데이트 2까지 업데이트)             |
| J빌더 X       | 2003 | 엔터프라이즈, 디밸로퍼, 파운데이션; (업데이트 3까지 업데이트)              |
| J빌더 2005    | 2004 | 엔터프라이즈, 디밸로퍼, 파운데이션; (업데이트 4까지 업데이트)              |
| J빌더 2006    | 2005 | 엔터프라이즈, 디밸로퍼, 파운데이션                                         |
| J빌더 2007    | 2006 | 사용자 인터페이스 및 기능이 이전 버전에 비해 크게 변경되었음               |
| J빌더 2007 R2 | 2007 | 엔터프라이즈, 스탠더드 (SE), 터보                                          |
| J빌더 2008    | 2008 | 엔터프라이즈, 프로페셔널, 터보                                             |
| J빌더 2008 R2 | 2009 | 엔터프라이즈, 프로페셔널, 터보                                             |

## 참조
1. ↑  http://www.borland.com/us/company/news/press_releases/2006/11_20_06_J빌더_accelerates_collaborative_development.html%5B깨진+링크(과거+내용+찾기)%5D
2. ↑  “CodeGear Announces New Developer-focused Release of Award-winning J빌더 2007 Integrated Development Environment”. 2009년 6월 23일에 원본 문서에서 보존된 문서. 2012년 12월 11일에 확인함.